# Horace Bailey
Horace Peter Bailey (Derby, Derbyshire, 3 de juliol de 1881 – Biggleswade, Bedfordshire, 1 d'agost de 1960) va ser un futbolista anglès que va competir a començaments del segle xx. Jugà com a porter i en el seu palmarès destaca una medalla d'or en la competició de futbol dels Jocs Olímpics de Londres de 1908.
A la selecció britànica jugà un total de 3 partits, en què no marcà cap gol. El 1908 també jugà cinc partits amb la selecció anglesa.